# Digi Portugal
A DIGI Portugal é uma operadora de telecomunicações sediada em Lisboa, sendo esta a divisão portuguesa da empresa romena DIGI Communications. A operadora entrou oficialmente no mercado português das telecomunicações no dia 4 de novembro de 2024, tendo iniciado os seus serviços comerciais no dia seguinte.
A DIGI dispõe de serviços de televisão, internet fixa, telefone e telemóvel, a preços mais reduzidos aos praticados normalmente pelo setor em Portugal.

## História
A DIGI Portugal deu os seus primeiros passos em Portugal em maio de 2021, sob a designação social Dixarobil Telecom, Sociedade Unipessoal, Lda. Em novembro do mesmo ano, a empresa adquiriu o título de Direitos de Utilização de Frequências para Serviços de Comunicações Eletrónicas Terrestres, atribuído pela Autoridade Nacional de Comunicações (ANACOM), o que lhe permitiu começar a desenvolver as suas operações no país.
Em março de 2022, a DIGI Portugal começou a instalar os primeiros cabos de fibra ótica na região de Lisboa. Desde então, a empresa tem expandido a sua rede de fibra ótica para outras regiões de Portugal. Em maio do mesmo ano alterou a sua designação social para DIGI Portugal, Sociedade Unipessoal, Lda., alterando-a novamente em novembro para DIGI Portugal, Lda., a sua designação atual.
Em julho de 2024, começaram os testes de internet fixa com clientes piloto em áreas com fibra própria já disponível.
A agosto de 2024, a DIGI anunciou a compra da NOWO por 150 milhões de euros. Este acordo surgiu após a Autoridade da Concorrência chumbar a compra da NOWO pela Vodafone Portugal, e depois da espanhola Lorca (dona da NOWO) romper o contrato de compra pela Media Capital. A Autoridade da Concorrência deu "luz verde" ao negócio a 24 de outubro do mesmo ano, determinando o controlo exclusivo da Cabonitel S.A. (detentora da NOWO) pela DIGI Portugal Lda.

Após os trabalhos de instalação de antenas de rede móvel chegarem a um nível avançado a setembro de 2024, a DIGI expandiu os testes ao serviço móvel, disponibilizando cartões SIM a quem se inscrevesse para piloto, ou já estivesse a testar o serviço de internet fixa.

Logótipo da DIGI usado em Portugal antes do lançamento (2021-2024).

O evento de lançamento da operadora ocorreu a 4 de novembro de 2024, onde foi divulgado que serviços estariam disponíveis no lançamento, planos e preços a praticar a nova imagem da marca, planos e preços a praticar, e que a mesma iria iniciar os seus serviços comerciais no dia seguinte. 